# Augustusburg
Augustusburg (do 1899 Schellenberg) – miasto w Niemczech, w kraju związkowym Saksonia, w okręgu administracyjnym Chemnitz, w powiecie Mittelsachsen (do 31 lipca 2008 w powiecie Freiberg).

## Geografia
Augustusburg leży ok. 15 km na wschód od miasta Chemnitz. Z Erdmannsdorfem połączony jest linią kolei linowo-terenowej Erdmannsdorf–Augustusburg.

## Dzielnice miasta
- Augustusburg
- Erdmannsdorf
- Grünberg
- Hennersdorf
- Kunnersdorf

## Historia

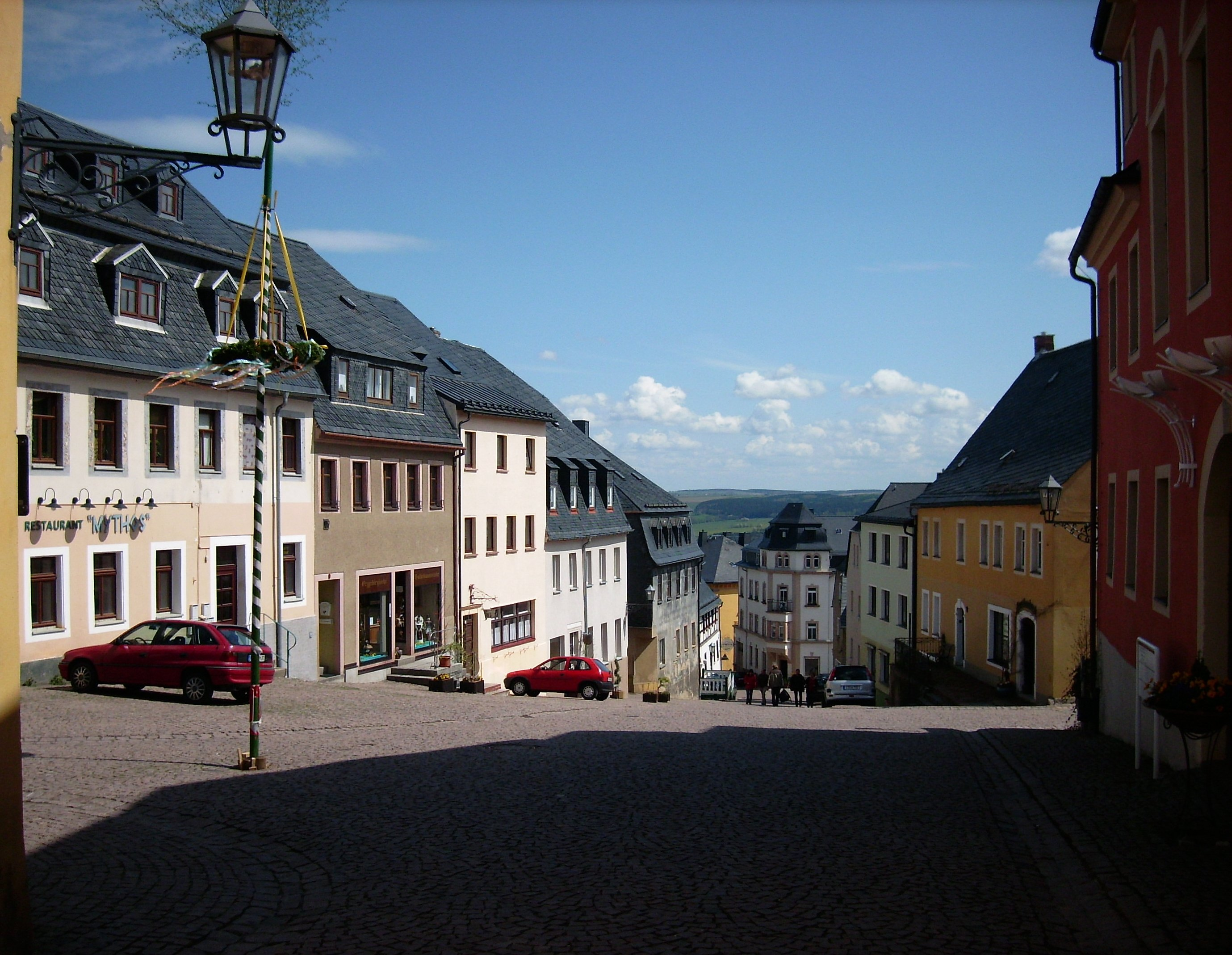
Rynek

W latach 1697–1706 i 1709–1763 miasto leżało w granicach Elektoratu Saksonii. Od 1806 należało do Królestwa Saksonii, połączonego od 1807 do 1815 unią z Księstwem Warszawskim. W 1871 znalazło się w granicach Cesarstwa Niemieckiego. W 1945 trafiło do radzieckiej strefy okupacyjnej Niemiec, z której w 1949 utworzono NRD. Od 1990 w granicach Republiki Federalnej Niemiec.

## Współpraca
Miejscowości partnerskie:
- Bücken, Dolna Saksonia (kontakty utrzymuje dzielnica Erdmannsdorf)
- Loitzendorf, Bawaria (kontakty utrzymuje dzielnica Hennersdorf)
- Oerlinghausen, Nadrenia Północna-Westfalia

## Urodzeni w mieście
- Ernest Leopold Kaden – polski inżynier górnictwa i powstaniec listopadowy